# Philip Stanhope, II conte di Chesterfield
Philip Stanhope, II conte di Chesterfield (1634 – 28 gennaio 1714), è stato un nobile inglese.

## Biografia
Era il figlio di Henry Stanhope, lord Stanhope e di sua moglie, Katherine Wotton. Ereditò il titolo di conte di Chesterfield alla morte di suo nonno nel 1656. Era stato educato da Poliander, professore di teologia a Leida (1640) e al Collegio del Principe di Orange a Breda. Ha ricevuto un DCL nel 1669 dall' Oxford University.

## Carriera
Fu lord ciambellano di Caterina di Braganza (1662-1665) e membro del suo consiglio (1670). Fu colonnello di un reggimento di fanteria (1667, 1682), consigliere del Privy (1681) e direttore delle foreste reali a sud di Trent (1679). Venne eletto nella Royal Society nel mese di novembre 1708.

## Matrimonio
Sposò, il 21 giugno 1652, lady Anne Percy, figlia di Algernon Percy, X conte di Northumberland. Anne morì nel 1654.
Dopo la sua morte, venne organizzato un matrimonio tra lui e Maria, figlia del III lord Fairfax. Nonostante il fatto che le pubblicazioni fossero state lette due volte, tuttavia, Maria lo lasciò per il II duca di Buckingham, di cui si era innamorata.
Sposò, il 25 settembre 1660, lady Elizabeth Butler, figlia di James Butler, I duca di Ormonde e di sua moglie, Elizabeth Preston. Ebbero una figlia:
- Lady Elizabeth (1663-1723), sposò, il 21 settembre 1691, John Lyon, IV conte di Strathmore e Kinghorne, ebbero dieci figli. È un'antenata della regina madre Elizabeth.

Elizabeth morì nel 1665.
Sposò, nel 1665, lady Elizabeth Dormer, figlia di Charles Dormer, II conte di Carnarvon e di sua moglie Elizabeth Capell. Ebbero due figli:
- Charles Stanhope (?-6 febbraio 1703)
- Philip Stanhope, III conte di Chesterfield (3 febbraio 1672-27 gennaio 1726)

Secondo Samuel Pepys, fu un donnaiolo, ed era stato uno dei molti amanti di Barbara Villiers, l'amante più famosa del re Carlo II. La sua seconda moglie, stanca della sua negligenza, iniziò a flirtare con il fratello del re, il duca di York, e anche con James Hamilton.
Fu imprigionato nella Torre di Londra per aver ferito il capitano John Whalley in un duello (1658). Uccise anche un altro uomo in duello e fuggì in Francia, ritornando in Inghilterra solo dopo aver ottenuto il perdono da Carlo II (1660).

## Morte
Morì nella sua casa nel Middlesex, e fu sepolto a Shelford, Nottinghamshire.

## Ascendenza
|                                           |                                   |                                 | Genitori                                |  |  | Nonni |  |  | Bisnonni          |  |  | Trisnonni           |  |
|                                           |                                   |                                 |                                         |  |  |       |  |  | sir John Stanhope |  |  | sir Thomas Stanhope |  |
|                                           |                                   |                                 |                                         |  |  |       |  |  | sir John Stanhope |  |  | sir Thomas Stanhope |  |
|                                           |                                   | Margaret Port                   |                                         |  |  |       |  |  | sir John Stanhope |  |  |                     |  |
| Philip Stanhope, I conte di Chesterfield  |                                   |                                 |                                         |  |  |       |  |  | sir John Stanhope |  |  |                     |  |
|                                           |                                   | Cordell Alington                | sir Richard Alington                    |  |  |       |  |  |                   |  |  |                     |  |
|                                           |                                   | Cordell Alington                | sir Richard Alington                    |  |  |       |  |  |                   |  |  |                     |  |
|                                           |                                   | Cordell Alington                | Jane Cordell                            |  |  |       |  |  |                   |  |  |                     |  |
| Henry Stanhope, lord Stanhope             |                                   | Cordell Alington                |                                         |  |  |       |  |  |                   |  |  |                     |  |
|                                           |                                   | Francis Hastings, lord Hastings | George Hastings, IV conte di Huntingdon |  |  |       |  |  |                   |  |  |                     |  |
|                                           |                                   | Francis Hastings, lord Hastings | George Hastings, IV conte di Huntingdon |  |  |       |  |  |                   |  |  |                     |  |
|                                           |                                   | Francis Hastings, lord Hastings | Dorothy Port                            |  |  |       |  |  |                   |  |  |                     |  |
| lady Catherine Hastings                   |                                   | Francis Hastings, lord Hastings |                                         |  |  |       |  |  |                   |  |  |                     |  |
|                                           |                                   | Sarah Harington                 | sir James Harington                     |  |  |       |  |  |                   |  |  |                     |  |
|                                           |                                   | Sarah Harington                 | sir James Harington                     |  |  |       |  |  |                   |  |  |                     |  |
|                                           |                                   | Sarah Harington                 | Lucy Sydney                             |  |  |       |  |  |                   |  |  |                     |  |
| Philip Stanhope, II conte di Chesterfield |                                   | Sarah Harington                 |                                         |  |  |       |  |  |                   |  |  |                     |  |
|                                           | Edward Wotton, I barone di Wotton | Thomas Wotton                   |                                         |  |  |       |  |  |                   |  |  |                     |  |
|                                           | Edward Wotton, I barone di Wotton | Thomas Wotton                   |                                         |  |  |       |  |  |                   |  |  |                     |  |
|                                           | Edward Wotton, I barone di Wotton | Elizabeth Rudston               |                                         |  |  |       |  |  |                   |  |  |                     |  |
| Thomas Wotton, II barone di Wotton        | Edward Wotton, I barone di Wotton |                                 |                                         |  |  |       |  |  |                   |  |  |                     |  |
|                                           |                                   | Hester Pickering                | sir William Pickering                   |  |  |       |  |  |                   |  |  |                     |  |
|                                           |                                   | Hester Pickering                | sir William Pickering                   |  |  |       |  |  |                   |  |  |                     |  |
|                                           |                                   | Hester Pickering                | …                                       |  |  |       |  |  |                   |  |  |                     |  |
| hon. Katherine Wotton                     |                                   | Hester Pickering                |                                         |  |  |       |  |  |                   |  |  |                     |  |
|                                           |                                   | sir Arthur Throckmorton         | sir Nicholas Throckmorton               |  |  |       |  |  |                   |  |  |                     |  |
|                                           |                                   | sir Arthur Throckmorton         | sir Nicholas Throckmorton               |  |  |       |  |  |                   |  |  |                     |  |
|                                           |                                   | sir Arthur Throckmorton         | Anne Carew                              |  |  |       |  |  |                   |  |  |                     |  |
| Mary Throckmorton                         |                                   | sir Arthur Throckmorton         |                                         |  |  |       |  |  |                   |  |  |                     |  |
|                                           |                                   | Anne Lucas                      | sir Thomas Lucas                        |  |  |       |  |  |                   |  |  |                     |  |
|                                           |                                   | Anne Lucas                      | sir Thomas Lucas                        |  |  |       |  |  |                   |  |  |                     |  |
|                                           |                                   | Anne Lucas                      | Mary Fermor                             |  |  |       |  |  |                   |  |  |                     |  |
|                                           |                                   | Anne Lucas                      |                                         |  |  |       |  |  |                   |  |  |                     |  |